# Veranópolis Esporte Clube Recreativo e Cultural
Maillots
Le Veranópolis Esporte Clube Recreativo e Cultural est un club brésilien de football basé à Veranópolis dans l'État du Rio Grande do Sul. 

## Historique
- 1992 : fondation du club

## Palmarès
- Championnat de l'État du Rio Grande do Sul de deuxième division (1):
  - Champion : 1993